# Cezar' Antonovič Kjui
Cezar' Antonovič Kjui (in russo Цезарь Антонович Кюи?, il nome riportato nel registro di battesimo cattolico è Цезарий-Вениамин Кюи―Cesarius-Benjaminus Cui―, noto anche come César Cui; Vilnius, 6 gennaio 1835 – Pietrogrado, 13 marzo 1918) è stato un compositore, critico musicale e ingegnere militare russo.
È noto particolarmente per la sua attività in campo musicale, fece parte del Gruppo dei Cinque e del Circolo di Beljaev; raggiunse il grado di Ingegnere-generale nell'esercito imperiale russo e fu professore di fortificazioni militari, argomento sul quale pubblicò numerosi scritti.

## Biografia

### Infanzia
Nacque il 6 gennaio 1835 a Vilnius, nel governatorato di Vil'na dell'Impero russo, da una famiglia cattolica di origini francesi, polacche e lituane; era il più giovane di cinque figli. Suo padre, Antoine Queuille, era un ufficiale dell'esercito francese giunto in Russia al seguito dell'esercito di Napoleone Bonaparte; venne ferito presso Smolensk e, dopo la ritirata di Napoleone da Mosca nel 1812, si stabilì a Vilnius. Lì sposò Julia Gucewicz, figlia del famoso architetto lituano Laurynas Gucevičius, insegnò francese nel ginnasio locale, divenne cittadino russo e cambiò il suo cognome da Queille a Cui (in russo Кюи, in italiano Kjui, secondo la traslitterazione standard). Cezar' parlava in francese con il padre, in lituano o in polacco con gli altri membri della famiglia, e con i compagni di scuola parlava in russo. Iniziò a suonare il pianoforte a cinque anni, verso i dieci anni iniziò a studiare composizione, dimostrando una buona attitudine, ma sostanzialmente si formò da autodidatta. Il compositore Stanisław Moniuszko, che all'epoca viveva a Vilnius, fu suo insegnante di pianoforte per soli sette mesi.

### La carriera militare

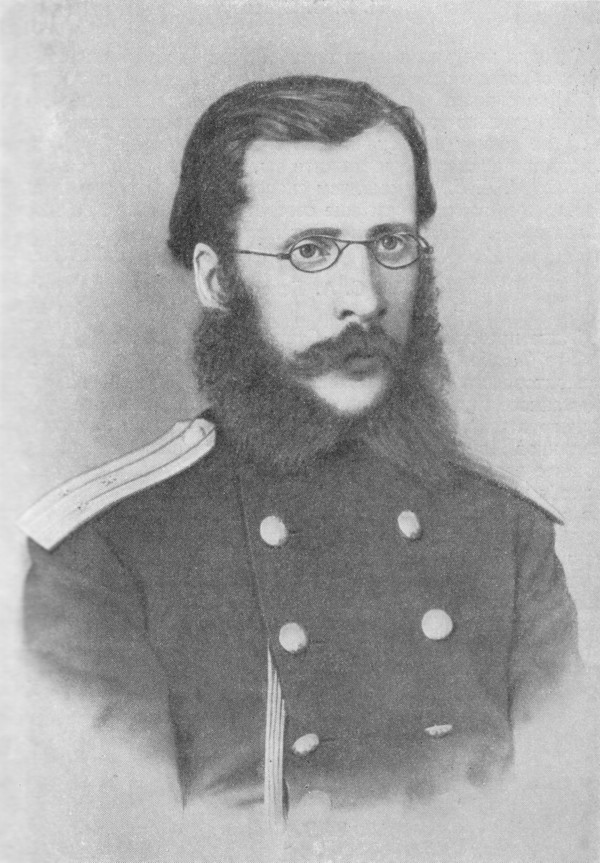
Cezar' Kjui nel 1870.

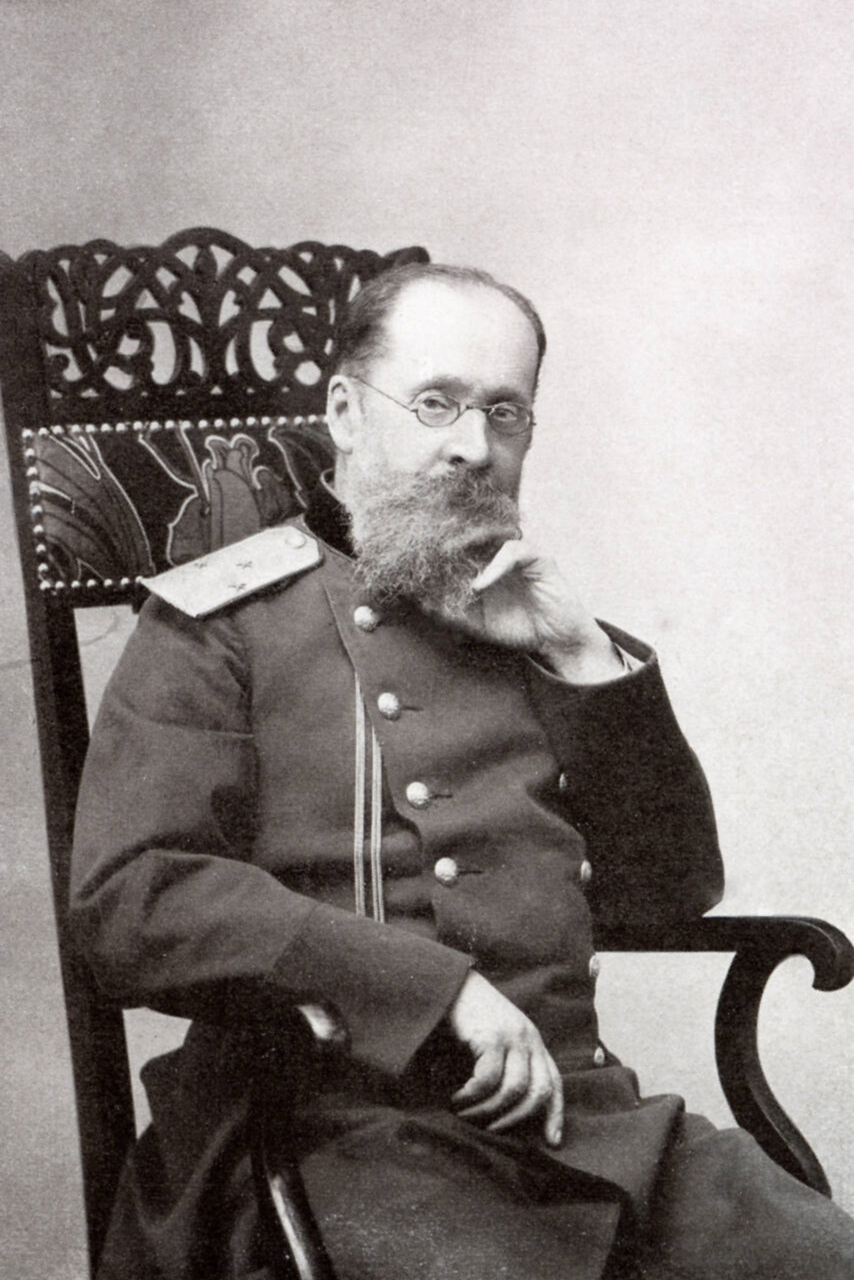

Nel 1851 iniziò gli studi presso le scuole di ingegneria militare di San Pietroburgo, ottenendo i gradi di praporščik (portabandiera) nel 1855 e di poručik (tenente) nel 1857, anno in cui iniziò la sua carriera militare come insegnante di fortificazioni. Tra i suoi studenti nel corso degli anni vi furono diversi membri della famiglia imperiale, tra cui il futuro zar Nicola II. Nel 1875 fu promosso polkovnik (colonnello). All'inizio della guerra russo-turca, nel 1877, Kjui, su richiesta del suo ex allievo, il generale Michail Dmitrievič Skobelev, fu inviato al fronte, dove condusse un'indagine sulle opere di fortificazione e prese parte al rafforzamento delle posizioni russe presso Costantinopoli. Nel 1878, grazie ai suoi brillanti scritti sulle fortificazioni russe e turche, fu nominato professore associato, ed insegnò in tre accademie militari di San Pietroburgo. Nel 1880 divenne professore, e nel 1891 professore emerito di fortificazioni e promosso al grado di maggior generale. Nel 1906 divenne Ingegnere-generale.

### La vita musicale
Kjui iniziò a dedicarsi seriamente alla composizione alla fine dei suoi studi all'accademia. Un momento cruciale nella sua crescita musicale fu l'incontro con Milij Balakirev nel 1856, che divenne suo consigliere, critico, maestro ed aiuto (soprattutto nelle orchestrazioni, che furono sempre un suo punto debole). Balakirev lo introdusse agli altri musicisti suoi conoscenti: Modest Petrovič Musorgskij (1857), Nikolaj Rimskij-Korsakov (1861), Aleksandr Borodin (1864): il Gruppo dei Cinque, ed anche Aleksandr Dargomyžskij, che ne influenzò molto lo stile della produzione vocale. Sebbene componesse e scrivesse di musica solo nel tempo libero, Kjui fu molto prolifico in questi campi. Il suo debutto pubblico come compositore avvenne nel 1859 con l'esecuzione del suo Scherzo, Op. 1, diretto da Anton Rubinštejn. Le sue attività musicali includevano anche la partecipazione al comitato di selezione delle opere al teatro Mariinskij; questo incarico terminò nel 1883, quando sia Kjui che Rimskij-Korsakov lasciarono il comitato in segno di protesta, per il rifiuto di mettere in scena la Chovanščina di Musorgskij. Tra il 1896 ed il 1904 fu direttore della sezione di San Pietroburgo della Società musicale russa. Tra i molti musicisti che Kjui conobbe spicca Franz Liszt. Il compositore ungherese stimava molto i musicisti russi ed espresse grande apprezzamento per l'opera di Kjui William Ratcliff. Kjui dedicò a Liszt il suo libro La musique en Russie e la sua Suite per pianoforte, Op. 21. Inoltre, la sua Tarantella per orchestra, Op. 12 fu la base per l'ultima trascrizione per pianoforte composta da Liszt. Due donne, in particolare, apprezzarono molto la produzione musicale di Kjui: in Belgio la contessa di Mercy-Argenteau si adoperò molto per rendere possibile la messa in scena dell'opera Il prigioniero del Caucaso nel 1885-86; a Mosca Marija Kerzina fondò nel 1896 con il marito Arkadij Kerzin il Circolo degli amanti della musica russi, che dal 1898 diede spazio ai lavori di Kjui nei suoi concerti.

### La famiglia
Cezar' Kjui si sposò nel 1858 con Mal'vina Rafailovna Bamberg, che aveva conosciuto a casa di Dargomyžskij, da cui prendeva lezioni di canto. La coppia ebbe due figli, Lidjia ed Aleksandr.

### Gli ultimi anni e la morte
Nel 1916 il compositore divenne cieco, ma continuò a comporre piccoli pezzi sotto dettatura. Morì il 13 marzo 1918 per un ictus cerebrale, e fu sepolto accanto alla moglie, che era morta nel 1899, al cimitero luterano di San Pietroburgo. Nel 1939 il suo corpo fu tumulato nel cimitero Tichvin, accanto agli altri componenti del Gruppo dei Cinque.

## Kjui compositore
Kjui compose in quasi tutti i generi musicali, ad eccezione della sinfonia, del poema sinfonico e del concerto solista, a differenza degli altri componenti del Gruppo dei cinque. Una parte importante del suo catalogo è formata da canzoni, tra cui molte per bambini. Alcune sue canzoni più famose sono basate su versi di Aleksandr Puškin, il poeta più apprezzato da Kjui. Inoltre, egli scrisse molti lavori per pianoforte, musica da camera (tra cui tre quartetti per archi), cori ed opere per orchestra, ma i suoi sforzi più significativi furono dedicati alle opere liriche, di cui ne scrisse quindici.
Al giorno d'oggi la musica di Kjui è assai poco presente nei repertori, nonostante alcune recenti registrazioni e nuove edizioni a stampa.
I lavori di Kjui non sono così nazionalisti come quelli degli altri membri del Gruppo dei cinque; ad eccezione di Puškin, le sue opere liriche non si ispirano a soggetti di origine russa. Tuttavia la grande maggioranza delle sue canzoni è basata su testi russi. Il suo stile è stato spesso paragonato a quello di Robert Schumann e di Charles Gounod, piuttosto che a quello di Michail Glinka o altri compositori russi suoi contemporanei.

## Kjui critico musicale

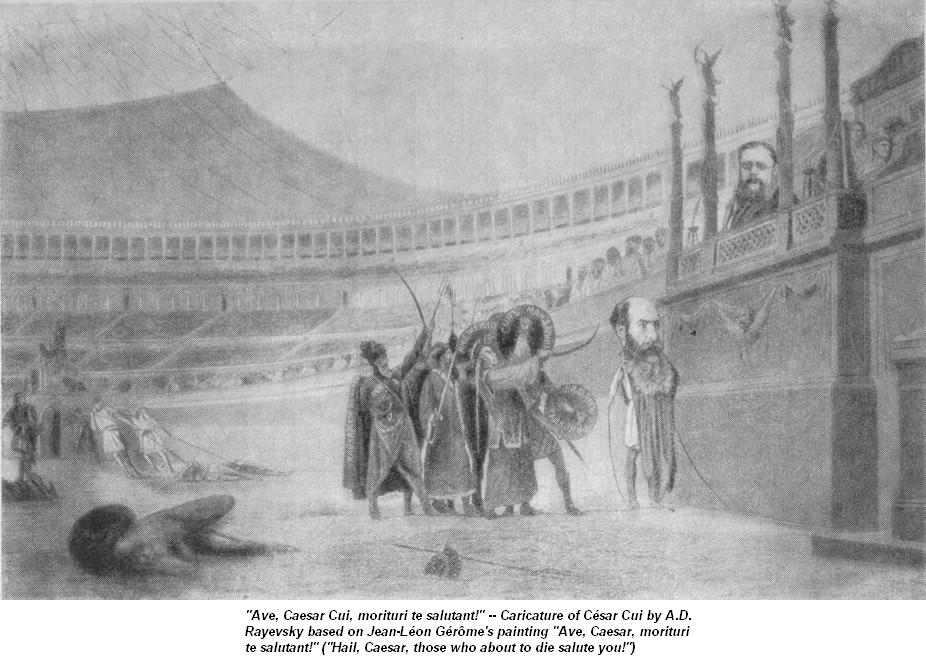
Caricatura di Kjui ad opera di Raevskij, basata su un dipinto di Jean-Léon Gérôme. I gladiatori al centro portano scudi su cui sono scritti i titoli delle opere di Kjui William Ratcliff, Il figlio del mandarino e Angelo.

Kjui scrisse quasi 800 articoli tra il 1864 ed il 1918 in diversi giornali ed altre pubblicazioni in Russia ed in Europa. Gli argomenti trattati includevano concerti, vita musicale, nuove pubblicazioni di musica e personalità. Un cospicuo numero di articoli, circa 300, riguardava l'opera. A causa dei regolamenti relativi al suo stato di militare dell'esercito russo, nei primi anni i suoi articoli di critica musicale dovettero essere pubblicati sotto pseudonimo, che consisteva in tre asterischi (***); nei circoli musicali di San Pietroburgo, tuttavia, divenne presto chiaro chi fosse l'autore. L'uso del sarcasmo era una caratteristica regolare dei suoi scritti.
Lo scopo primario della sua attività di critico era promuovere i lavori dei musicisti russi suoi contemporanei, in particolare quelli del Gruppo dei cinque. Anche a loro, però, non vennero risparmiate recensioni negative di tanto in tanto, come nel caso della prima rappresentazione del Boris Godunov di Musorgskij nel 1874. I compositori russi al di fuori dei Cinque, tuttavia, spesso suscitavano in lui reazioni negative, in parte causate dalla sua sfiducia verso lo stile occidentale del sistema dei conservatori, a favore dell'approccio da autodidatta praticato dai Cinque. Kjui ad esempio stroncò l'opera di Čajkovskij L'Opričnik, e le sue sferzanti critiche alla prima sinfonia di Sergej Rachmaninov vengono citate spesso.
Tra i compositori occidentali, Kjui preferiva Berlioz e Liszt, in quanto progressisti. Ammirava le aspirazioni di Wagner relative al dramma musicale, ma non era d'accordo sui metodi da lui perseguiti per ottenerlo, come l'uso del leitmotif e la predominanza dell'orchestra. Più in avanti il favore per i "progressisti" manifestato negli anni 1860-70 venne meno, per far posto ad una ferma ostilità verso i giovani "modernisti", come Richard Strauss e Vincent d'Indy. Gli ultimi articoli pubblicati da Kjui erano delle spietate parodie, tra cui la canzone Inno al Futurismo e Brevi indicazioni su come diventare un moderno compositore di genio senza essere un musicista.